# Fair Play (2023)
Fair Play (bra: Jogo Justo; prt: Fair Play) é um filme estadunidense de 2023, do gênero suspense erótico, dirigido por Chloe Domont, e estrelado por Phoebe Dynevor e Alden Ehrenreich. Com um roteiro da própria Domont, a trama retrata a história de um jovem casal cujo relacionamento começa a desmoronar após um deles ser inesperadamente promovido em uma empresa de fundos de cobertura.
"Fair Play" estreou no Festival de Sundance em 20 de janeiro de 2023. Nos Estados Unidos, o filme foi distribuído nos cinemas com um lançamento limitado em 29 de setembro de 2023. A produção foi lançada mundialmente em 6 de outubro de 2023, na Netflix. O filme obteve uma recepção positiva da crítica especializada.

## Enredo
Em Manhattan, Emily Meyers (Phoebe Dynevor) e Luke Edmunds (Alden Ehrenreich), analistas da One Crest Capital, uma impiedosa empresa de fundos de cobertura, mantêm um relacionamento secreto e apaixonado, desconhecido por seus colegas de trabalho. Durante o casamento do irmão de Luke, ele a pede em casamento e, após uma breve hesitação, ela alegremente aceita. No dia seguinte, um dos gerentes de portfólio da empresa é demitido. Emily informa ao noivo que ouviu seus colegas comentarem que ele era a principal escolha para substituir o gerente demitido, o que os leva a comemorar juntos naquela noite. Mais tarde, em uma reunião noturna com Campbell (Eddie Marsan), o CEO da empresa, Emily descobre que ela é quem receberá a promoção. Relutantemente, ela conta a novidade para Luke, que expressa seu apoio.
À medida que Emily se adapta ao novo trabalho, o ressentimento de Luke por não ter sido promovido se torna cada vez mais evidente, causando tensões em seu relacionamento. Luke fica obcecado pelo trabalho de um guru de autoajuda que ensina as pessoas a se afirmarem no ambiente de trabalho. Quando Emily questiona o gasto de US$ 3.000 no curso, Luke sugere que ela também poderia se beneficiar ao se tornar mais assertiva, o que a deixa na defensiva. Ele rejeita as tentativas de Emily de iniciar uma relação sexual e vai para a cama.
Enquanto sai para beber com Campbell e Paul (Rich Sommer), um executivo sênior da empresa, Emily descobre que seu chefe quer se livrar de Luke, considerando-o ineficaz. Ela tenta defender a capacidade de seu noivo, mas a tentativa falha quando Luke realiza uma má negociação que resulta em uma perda de US$ 25 milhões para a companhia, levando Campbell a insultá-la. Luke tenta se redimir fornecendo a Emily informações privilegiadas sobre o suposto colapso de uma instituição cujas ações poderiam ser vendidas a descoberto. Preocupada com a legalidade da operação, Emily recomenda que Campbell aposte na queda das ações de outra empresa, o que traz resultados positivos. Com a conclusão da venda, Emily recebe um cheque de comissão de US$ 575.000.
Emily considera comemorar seu sucesso com Luke, que está em seu escritório após o expediente para discutir estratégias de futuras negociações. No entanto, ela decide ir a um clube de striptease com alguns homens de seu trabalho. Ela chega em casa embriagada, enquanto Luke, após ver o cheque, novamente não demonstra interesse em ter relações sexuais com ela. No dia seguinte, com a demissão de outro gerente de portfólio, Luke pede a Emily para recomendá-lo para o cargo, mas ela sugere que Campbell pode não estar interessado em promovê-lo. Luke vai ao escritório de Campbell e faz um discurso elaborado prometendo lealdade, apenas para descobrir que já haviam contratado uma nova pessoa.
Naquela noite, Emily descobre que sua mãe (Geraldine Somerville) havia planejado uma festa surpresa de noivado para eles na sexta-feira. Luke, bêbado, a acusa de ter roubado seu emprego, mas ela revela que Campbell já queria demiti-lo antes disso, o que o deixa furioso. No dia seguinte, enquanto Emily, Campbell e Paul fazem uma apresentação para investidores estrangeiros, Luke entra na sala de conferências, novamente bêbado, e causa uma cena ao criticar Campbell por negar a promoção a ele, além de revelar seu relacionamento com Emily, o que viola a política da empresa.
Emily, enfurecida, não consegue falar com seu noivo pelo telefone e só o encontra na festa de noivado. Eles discutem na frente de seus familiares, e Emily quebra uma garrafa na cabeça de Luke quando ele sugere que ela trocou favores sexuais por sua promoção. Emily se retira para um banheiro, onde Luke a encontra e os dois discutem antes de fazer sexo. Durante o ato, Luke a força para frente duas vezes, fazendo com que seu rosto bata contra o balcão do banheiro. Emily pede para que ele pare, mas ele não obedece. Na manhã seguinte, para proteger seu emprego, ela diz a Campbell que estava sendo perseguida por Luke e que eles nunca estiveram em um relacionamento.
Emily volta para casa e encontra Luke lá, com suas coisas já empacotadas e planejando se mudar para a casa do irmão. Furiosa com sua atitude despreocupada e exigindo um pedido de desculpas pelo estupro, ela o ameaça com uma faca. Emily o ataca, até que ele pede desculpas e começa a chorar. Após Luke implorar sinceramente por seu perdão, ela o manda embora e, ao largar a faca, sorri.

## Elenco
- Phoebe Dynevor como Emily Meyers
- Alden Ehrenreich como Luke Edmunds
- Eddie Marsan como Campbell
- Rich Sommer como Paul
- Sebastian de Souza como Rory
- Sia Alipour como Arjun
- Brandon Bassir como Dax
- Geraldine Somerville como Mãe de Emily
- Patrick Fischler como Robert Bynes

## Produção
A pré-produção do filme foi anunciada em dezembro de 2021, com Chloe Domont escrevendo e dirigindo, e Phoebe Dynevor e Alden Ehrenreich escalados para estrelar. A produção começou em janeiro de 2022, na Sérvia. Em fevereiro daquele ano, Eddie Marsan, Rich Sommer e Sebastian de Souza foram escalados para o elenco.

## Lançamento
Nos Estados Unidos, o filme foi distribuído com um lançamento limitado em 29 de setembro de 2023. A produção foi lançada mundialmente em 6 de outubro de 2023, na Netflix. O lançamento do filme na plataforma estava originalmente agendado para 13 de outubro, mas foi antecipado.
A estreia do filme aconteceu no Festival de Sundance em 20 de janeiro de 2023. Pouco depois, a Netflix adquiriu os direitos de distribuição do filme após uma guerra de lances entre meia dúzia de empresas, incluindo Searchlight Pictures e Neon, por US$ 20 milhões. A produção teve sua estreia internacional no 48.º Festival Internacional de Cinema de Toronto em 11 de setembro de 2023.

## Recepção
Owen Gleiberman, em sua crítica para a revista Variety, elogiou o roteiro e a direção de Domont, bem como as atuações do elenco, escrevendo que "Fair Play, embora cheio de sexo, dinheiro, traição corporativa e muitas outras coisas que são divertidas de assistir, realmente é um filminho bom". Ryan Lattanzio, em sua crítica para o IndieWire, descreveu-o como um "filme fumegante, tenso e louco", além de atribuir à produção uma nota "A−" e elogiar o roteiro e as atuações do elenco, particularmente a de Ehrenreich. Kevin Maher, para o The Times, deu ao filme uma pontuação de 4/5 estrelas, afirmando: "Há algo estimulantemente moderno, mas deliberadamente antiquado, neste suspense de prazer secreto ambientado no mundo aspiracional das altas finanças de Manhattan".
No Rotten Tomatoes, site agregador de críticas, 85% das 233 críticas do filme são positivas, com uma classificação média de 7,4/10. O consenso do site diz: "Com um estilo seguro que às vezes lembra os melhores suspenses de roer as unhas dos anos 90, Fair Play justapõe a desarmonia pré-marital com a ganância e a política de gênero no cruel mundo financeiro". O Metacritic, que utiliza uma média ponderada, atribuiu ao filme 73/100 pontos baseados em 47 críticas, indicando críticas "geralmente favoráveis".

## Prêmios e indicações
| Ano  | Cerimônia                            | Categoria                    | Indicado          | Resultado | Ref.          |
| ---- | ------------------------------------ | ---------------------------- | ----------------- | --------- | ------------- |
| 2023 | Festival Sundance de Cinema          | Competição dramática         | "Fair Play"       | Indicado  | [ 24 ]        |
| 2023 | Festival de Cinema de Zurique        | Melhor filme internacional   | "Fair Play"       | Indicado  | [ 25 ] [ 26 ] |
| 2023 | Indiana Film Journalists Association | Melhor filme                 | "Fair Play"       | Indicado  | [ 27 ]        |
| 2023 | Indiana Film Journalists Association | Melhor roteiro original      | Chloe Domont      | Indicada  | [ 27 ]        |
| 2023 | Indiana Film Journalists Association | Melhor performance principal | Phoebe Dynevor    | Indicada  | [ 27 ]        |
| 2023 | Indiana Film Journalists Association | Melhor edição                | Franklin Peterson | Indicado  | [ 27 ]        |
| 2023 | Indiana Film Journalists Association | Revelação do ano             | Chloe Domont      | Indicada  | [ 27 ]        |
| 2024 | Astra Film and Creative Awards       | Melhor primeiro filme        | Chloe Domont      | Indicada  | [ 28 ]        |